# Morena Kinzhal
Die Morena Kinzhal (englische Transkription von russisch Морена Кинжал Morena Kinschal, deutsch ‚Dolchmoräne‘) ist eine Moräne im ostantarktischen Mac-Robertson-Lands. Am nördlichen Ende der Jetty-Halbinsel liegt sie an der Südwestseite der Else-Plattform.
Russische Wissenschaftler benannten sie offenbar deskriptiv.